# Epiclerus femoralis
Epiclerus femoralis är en stekelart som beskrevs av Walker 1872. Epiclerus femoralis ingår i släktet Epiclerus och familjen raggsteklar. Inga underarter finns listade i Catalogue of Life.